# Abdel Fadel Suanon
Abdel Fadel Suanon, né le 24 juin 1995 à Parakou, est un footballeur béninois. Il évolue au poste d'attaquant au Damac FC en Arabie saoudite.

## Biographie
Abdel Fadel Suanon commence sa carrière en 2009-2010 au Mogas 90 dans le championnat béninois, mais une blessure au genou le prive d'une grande partie de la saison. La saison suivante, il est à 16 ans le meilleur buteur du championnat, avec 13 buts en 16 journées, avant l'interruption de la compétition. 
Ces performances lui valent d’effectuer des essais en Europe, au Hønefoss BK en Norvège et au FC Sochaux en France, mais il rejoint finalement l’Étoile du Sahel où il signe en juin 2013, à 18 ans, un contrat de cinq ans. Il y fait ses débuts professionnels le 4 janvier 2014, sous la direction de Roger Lemerre, contre l'Olympique de Beja : il signe un doublé et permet à son équipe de s'imposer 3-1. Suanon se blesse à nouveau à la cuisse en février, lors d'un match de coupe d'Afrique contre les Congolais de CARA Brazzaville. Suanon joue une dizaine de matchs toutes compétitions confondues cette année-là.
Sa saison 2014-2015 est très difficile. Laissé à disposition de l'équipe réserve par l'entraineur Faouzi Benzarti, Suanon est prêté en janvier 2015 à la JS Kairouan, en première division tunisienne. En six mois, il y joue dix matchs sans marquer.
De retour dans son club à l'été 2015, Suanon est à nouveau prêté au Damac FC, club promu en deuxième division d'Arabie Saoudite. Il termine comme deuxième meilleur buteur du championnat avec 17 réalisations et 3 buts en coupe. Il aura donc marqué 20 buts au total.
A l'été 2016 , il est définitivement transféré à Damac pour une saison. Malheureusement , sa saison se termine brusquement puisqu'il se blesse au genou en novembre.

## Carrière internationale
Abdel Fadel Suanon est international junior (moins de 20 ans) béninois depuis 2010. Il prend part aux éliminatoires de la Coupe d'Afrique des nations junior 2011. Quelques mois plus tard, il marque son premier but avec la sélection espoir à Porto-Novo contre l'Afrique du Sud pour le compte des éliminatoires des JO 2012. Le Bénin s'impose 3-1 à l'aller puis s'incline lourdement 5-1 au retour, Suanon inscrivant l'unique but béninois.
Il est sélectionné pour le tournoi de l'UFOA joué à Kumasi en décembre 2013 par une sélection A'. Il marque trois buts en quatre matches joués et est élu deux fois homme du match[réf. nécessaire].
Suanon fait ses débuts avec l'équipe nationale A en novembre 2013 contre la Libye. Il compte trois nouvelles sélections en 2014 sous les ordres de Didier Ollé-Nicolle, et marque son premier but contre la Tanzanie en octobre 2014. Suanon est par la suite régulièrement convoqué par Oumar Tchomogo pour les qualifications de la CAN 2017.

## Palmarès
Suanon compte deux titres majeurs dans sa carrière, une Coupe de la fédération remportée en 2012 avec le Mogas 90, une victoire 3-1 en finale contre Dragons FC où il inscrit un doublé. En 2014, l'Étoile du Sahel remporte la Coupe de Tunisie mais il ne dispute pas la finale.